# Jonathan Elias
Jonathan Elias (né en 1956 à New York) est un compositeur américain de musique de film.

## Albums solo
- Requiem for the Americas: Songs from the Lost World (1990)
- The Prayer Cycle (1999 Sony Classical)
- American River (2004 Decca Records)
- Prayer Cycle: Path to Zero (2011, Across the Universe Records)

## Filmographie

### Cinéma

#### Longs métrages
- 1984 : Les Démons du maïs (Children of the Corn ou Horror Kid) de Fritz Kiersch
- 1985 : Quartier chaud (Tuff Turf) de Fritz Kiersch
- 1985 : Almost You d'Adam Brooks
- 1986 : Vamp de Richard Wenk
- 1988 : À fleur de peau (Two Moon Junction) de Zalman King
- 1988 : Blue-Jean Cop (Shakedown) de James Glickenhaus
- 1989 : Parents de Bob Balaban
- 1989 : Forced March de Rick King
- 1989 : Mauvaises Rencontres (Far from Home) de Meiert Avis (en)
- 1989 : Rude Awakening de David Greenwalt et Aaron Russo
- 1989 : Grave Secrets de Donald P. Borchers (en)
- 1993 : Jailbait de Rafal Zielinski (vidéo)
- 1993 : Morning Glory de Steven Hilliard Stern
- 1994 : Leprechaun 2 de Rodman Flender
- 2006 : Il était une fois dans le Queens (A Guide to Recognizing Your Saints) de Dito Montiel
- 2007 : Pathfinder - Le sang du guerrier (Pathfinder) de Marcus Nispel
- 2009 : Fighting de Dito Montiel
- 2011 : Un flic pour cible (The Son of No One) de Dito Montiel

#### Courts métrages
- 1987 : Perrier: Continents de Joe Pytka
- 1996 : Recon de Breck Eisner
- 2017 : Atomic Mother de L.E. Salas
- 2019 : Awakening de L.E. Salas

### Télévision

#### Téléfilms
- 1989 : L'Affaire Howard Beach (Howard Beach: Making a Case for Murder) de Dick Lowry
- 1992 : The Heart of Justice de Bruno Barreto
- 2009 : Children of the Corn de Donald P. Borchers (en)

#### Séries télévisées
- 1990 : Les Contes de la crypte (Tales from the Crypt) (épisode The Sacrifice)
- 1999 : The Century (minisérie documentaire)
- 1999 : Pensacola (9 épisodes)
- 2000 : Invisible Man